# Néret
Néret – miejscowość i gmina we Francji, w Regionie Centralnym, w departamencie Indre.
Według danych na rok 1990 gminę zamieszkiwało 208 osób, a gęstość zaludnienia wynosiła 11 osób/km² (wśród 1842 gmin Regionu Centralnego Néret plasuje się na 931. miejscu pod względem liczby ludności, natomiast pod względem powierzchni na miejscu 696.).